# AN/APG-66
AN/APG-66 — авіаційна бортова радіолокаційна станція (БРЛС) з дальністю до 150 км. Радар AN/APG-66 — твердотільний імпульсно-доплерівський фазований антенний решітчатий радар X-діапазону, спочатку розроблений компанією Westinghouse Electric Corporation (нині Northrop Grumman) для використання в ранніх поколіннях винищувача F-16 Fighting Falcon. Пізніші варіанти F-16 використовують AN/APG-68 або AN/APG-83. Цей радар застосовувався у всіх вітчизняних та експортних версіях моделей F-16A/B протягом усього виробництва. Подальші модернізації були встановлені на багатьох різних типах літаків, зокрема на C-550 Cessna Citation, що належить Митній і прикордонній службі США, P-3 Orion ВМС США та Piper PA-42 Cheyenne II. 

## Можливості
Розроблений на основі концептуального радара WX-200 від Westinghouse, AN/APG-66 був створений для роботи з ракетами AIM-7 Sparrow і AIM-9 Sidewinder. Підтримка ракет AIM-120 AMRAAM була додана в пізніших модифікаціях. Виробництво компонентів системи також залучало Бельгію, Данію, Нідерланди та Норвегію.
Система має 10 режимів роботи для ведення повітряного (пошук і наведення) та наземного бою. У режимі «повітря — поверхня» вона пропонує картографування місцевості, доплерівське підвищення роздільної здатності, маяковий режим і морський режим.
Радар має можливості сканування як у верхньому (uplook), так і в нижньому (downlook) напрямках. У режимі uplook він використовує низьку частоту повторення імпульсів (PRF; англ. «Pulse-Repetition Frequency») для виявлення цілей середньої та великої висоти в умовах низьких перешкод, тоді як режим downlook використовує середню PRF для виявлення цілей у складних умовах з високим рівнем перешкод. Крім того, у процесі роботи він має стійкість до радіоелектронного придушення завдяки частотній адаптивності.

## Склад
Радарна система складається з шести окремих змінних блоків. До них належать:
- Антена: плоска фазована антенна решітка з механічним скануванням і випромінюючими горизонтальними прорізами шириною 74 см і висотою 48 см[3][2]
- Передавач
- Блок радіочастот низької потужності з чотирма робочими частотами в X-діапазоні[1]
- Цифровий сигнальний процесор
- Радарний комп’ютер
- Панель керування

## Технічні характеристики
- Частота: X-діапазон 6,2—10,9 ГГц (0,048—0,028 м)
- Конус огляду: 120 градусів × 120 градусів
- Кутове покриття азимута: ±10 градусів / ±30 градусів / ±60 градусів
- Маса: 98—135 кілограмів, залежно від конфігурації
- Об’єм: 0,08—0,102 кубічних метра, залежно від конфігурації
- Середній наробіток між відмовами: 120 годин[1]

## Варіанти та модифікації
Джерело:
- AN/APG-66(V)1 – Використовується у вибраних літаках P-3C CDU для підтримки операцій Берегової охорони США у боротьбі з наркотиками.
- AN/APG-66(T47) – Встановлений на літаках Cessna OT-47B, що належать Митній і прикордонній службі США.
- AN/APG-66(V)2 – Модернізація AN/APG-66(V)1, розроблена для програми середнього оновлення терміну служби (MLU) F-16A/B Block 15. Завдяки покращенню стійкості до перешкод і завад дальність виявлення збільшена до 83 км. Також покращили надійність та підтримку кольорових дисплеїв. AN/APG-66(V)2 має наступні режими роботи:
  - «Повітря — повітря»: комбінований пошук і супровід; супровід під час сканування; пошук у повітряному бою та автоматичне відстеження цілей.
  - «Повітря — поверхня»: реальне картографування; підвищення роздільної здатності променя Доплера (64:1); заморожування сканування; визначення дальності; наведення на маяк; пошук морських цілей; комбінований режим картографування землі та супроводу повітряних цілей.
- AN/APG-66(V)2A – Версія AN/APG-66(V)2 із новим об'єднаним сигнальним і обчислювальним процесором, що забезпечує швидкість у сім разів вищу та обсяг пам’яті у 20 разів більший, ніж у старого радарного комп’ютера та цифрового сигнального процесора. Роздільна здатність у режимі картографування землі збільшена в чотири рази і, як повідомляється, наближена до якості, що забезпечується методами SAR. Використовувався для модернізації флоту F-16A/B у Бельгії, Данії, Норвегії, Португалії та Нідерландах у середині 1990-х років.
- AN/APG-66(V)3 – Версія APG-66(V)2, але з можливістю безперервного підсвічування[b], експортувалася до Тайваню.
- AN/APG-66H – Встановлений на літаках British Aerospace Hawk 200, має меншу антену та новий сигнальний процесор даних.
- AN/APG-66NT – Встановлений на літаках ВМС США T-39N для навчання курсантів-авіанавігаторів.
- AN/APG-66NZ – Встановлений у рамках проєкту KAHU на літаках A-4 Skyhawk ПС Нової Зеландії.
- AN/APG-66SR – Радар із розширеною дальністю дії та антеною більшого діаметра.
- AN/APG-66T – Варіант із можливістю одночасного супроводження кількох цілей у режимі сканування.